# Dan Friedkin
Thomas Daniel (Dan) Friedkin (San Diego, omstreeks 1965) is een Amerikaans zakenman, vliegtuigpiloot en filmproducent. Hij is de CEO van Gulf States Toyota Distributors, het op een na grootste Toyota-distributiebedrijf van de Verenigde Staten, en de holding The Friedkin Group.

## Biografie
Dan Friedkin werd omstreeks 1965 geboren in San Diego (Californië). Zijn vader is Thomas H. Friedkin, een vliegtuig- en autopiloot. Zijn grootvader, Kenneth Giles Friedkin, was tijdens de Tweede Wereldoorlog actief als gevechtspiloot en Royal Air Force-instructeur en richtte later de commerciële luchtvaartmaatschappij Pacific Southwest Airlines (PSA) op. Doordat hij uit een familie van vliegtuigpiloten kwam, leerde hij zelf al op veertienjarige leeftijd vliegen met zweefvliegtuigen.
Friedkin behaalde een bachelor aan de Universiteit van Georgetown en een master aan de Rice-universiteit. Hij is getrouwd met Debra, met wie hij vier kinderen kreeg. Het gezin woont in Houston (Texas).

## Carrière
Eind jaren 1960 richtte zijn vader het bedrijf Gulf States Toyota Distributors op en begon hij met de verkoop van auto's van het Japanse merk Toyota. Het distributiebedrijf groeide uit tot een van de meest winstgevende private ondernemingen in de Verenigde Staten. Het maakt deel uit van de holding The Friedkin Group.
In 2001 nam Friedkin de functies van zijn vader over. In april 2021 schatte het tijdschrift Forbes zijn vermogen op 4,1 miljard dollar.

### Filmindustrie
Friedkins vader werkte als vliegtuigpiloot mee aan verschillende filmproducties waarin de hoofdrol vaak vertolkt werd door Clint Eastwood. In 1985 mocht hij ook een mijnwerker spelen in de Eastwood-western Pale Rider.
Later trad hij in de voetsporen van zijn vader. Zo werkte hij zelf als stuntpiloot mee aan producties als Clear History (2013) en Dunkirk (2017). In 2014 richtte hij samen met onder meer Bradley Thomas en Tim Kring het productiebedrijf Imperative Entertainment op. Friedkin is de geldschieter van het bedrijf. Via Imperative Entertainment produceerde hij onder meer de Eastwood-misdaadfilm The Mule (2018).

### AS Roma
In 2020 kocht Friedkin voor een bedrag van 591 miljoen euro de Italiaanse voetbalclub AS Roma over van zijn landgenoot James Pallotta.

### Everton
In het najaar van 2024 werd bekend dat The Friedkin Group overeenstemming had bereikt met Everton-eigenaar Farhad Moshiri over de overname van de club. De overname moest nog wel worden goedgekeurd door de Premier League. Dit positieve oordeel volgde in december van dat jaar, waarna beide partijen de overname konden afronden. Hiermee kreeg Friedkin zijn tweede voetbalclub in handen.

## Filmografie (selectie)
- Hot Summer Nights (2017)
- All the Money in the World (2017)
- The Mule (2018)